# Uapixanas
Os Uapixanas, também conhecidos como Wapixana, Wapishana, vapidianas, vapixianas, vapixanas, oapixanas e oapinas, são um grupo indígena que habita no estado brasileiro de Roraima,, sendo mais concentrados ao leste e no centro mais precisamente as áreas indígenas Anta, Araçá, Barata/Livramento, Bom Jesus, Boqueirão, Canauanim, Jaboti, Jacamim, Malacacheta, Mangueira, Manoá/Pium, Moskow, Pium, Ponta da Serra, Raimundão, Raposa/Serra do Sol, São Marcos, Serra da Moça, Sucuba, Tabalascada, Truaru, e as terras indígenas Anaró e Muriruh, bem como a Guiana e a Venezuela. Vivem ao lado dos seus antigos rivais macuxis e constituem a maior população aruaque do norte amazônico. Os 

## História
A partir do século XVIII, os uapixanas começaram a sofrer o assédio de portugueses, neerlandeses e ingleses, que capturavam os indígenas para estes se transformarem em mão de obra escrava nas fazendas do Brasil e da Guiana. Em 1997, Joênia Wapixana se formou em direito e se tornou a primeira advogada brasileira indígena.

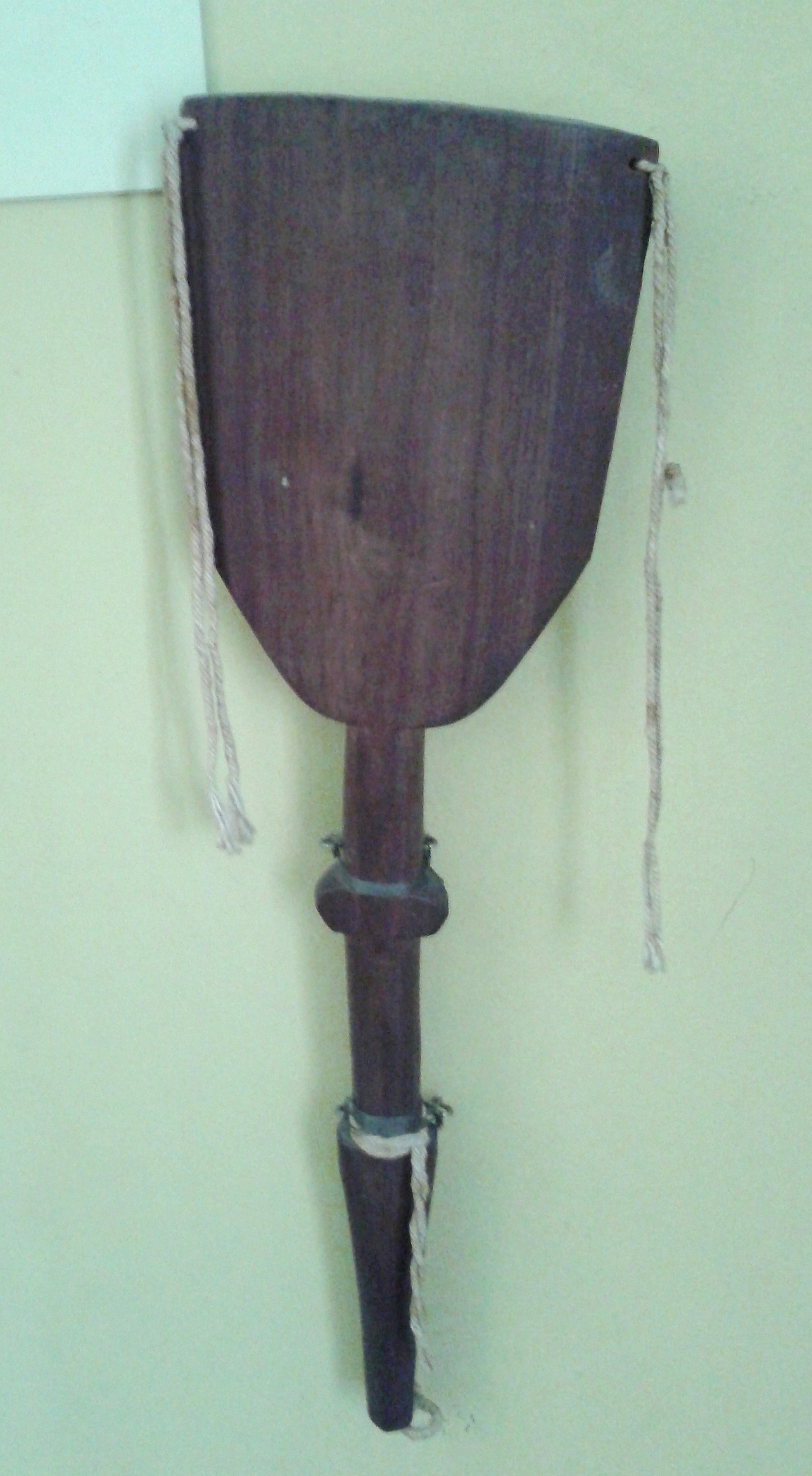
Borduna uapixana armazenada em 1924 no Museu Nacional, no Rio de Janeiro

## Cosmologia
Existem diversos mitos Wapichana e dependendo de onde cada grupo habita, eles podem variar. Segundo os mitos uapixanas, no princípio todos os seres falavam. Nessa época, a palavra teria força criadora, e teria sido capaz de criar todos os elementos da natureza, como rios, cachoeiras e montanhas. Com o decorrer do tempo, a fala teria perdido essa capacidade criadora. Além disso, a maior parte dos seres teria perdido a habilidade de falar, e somente a espécie humana teria preservado essa capacidade. Os uapixanas também creem na existência de um princípio vital chamado udorona, presente na fala, no sangue e na respiração.

## Personalidades
Nas eleições de 2018, foi eleita a primeira deputada federal do povo Wapichana Joênia Wapichana pelo partido Rede Sustentabilidade. Joênia além de deputada Federal, ganhou diversos prêmios e realizou diversos feitos:
- Formou-se em 1997 pela Universidade Federal de Roraima (UFRR) e na Universidade do Arizona, nos Estados Unidos, cursou mestrado.
- Atuou na demarcação da reserva indígena Raposa Serra do Sol, além de trabalhar no departamento jurídico do Conselho Indígena de Roraima (CIR) e na defesa de direitos de indígenas à posse de suas terras na Região Norte do Brasil.
- Foi a primeira presidente da Comissão de Direitos dos Povos indígenas da Ordem dos Advogados do Brasil (OAB), criada em 2013.
- Recebeu, em 2004, o Prêmio Reebok pela sua atuação na defesa dos direitos humanos. Em 2010, foi condecorada com a Ordem do Mérito Cultural do Ministério da Cultura. Nas eleições de 2018, foi eleita à Câmara dos Deputadospor Roraima, pela Rede Sustentabilidade.  Recebeu o Prêmio de Direitos Humanos da Organização das Nações Unidas (ONU) em 2018.

Outra personalidade conhecido é o senhor Mário Nicácio, que atuou como coordenador do Conselho Indígena de Roraima e como Vice-coordenador da Coordenação das Organizações Indígenas da Amazônia – COIAB.